# Sascha Traut
Sascha Traut (* 21. Mai 1985 in Karlsruhe) ist ein ehemaliger deutscher Fußballspieler.

## Karriere

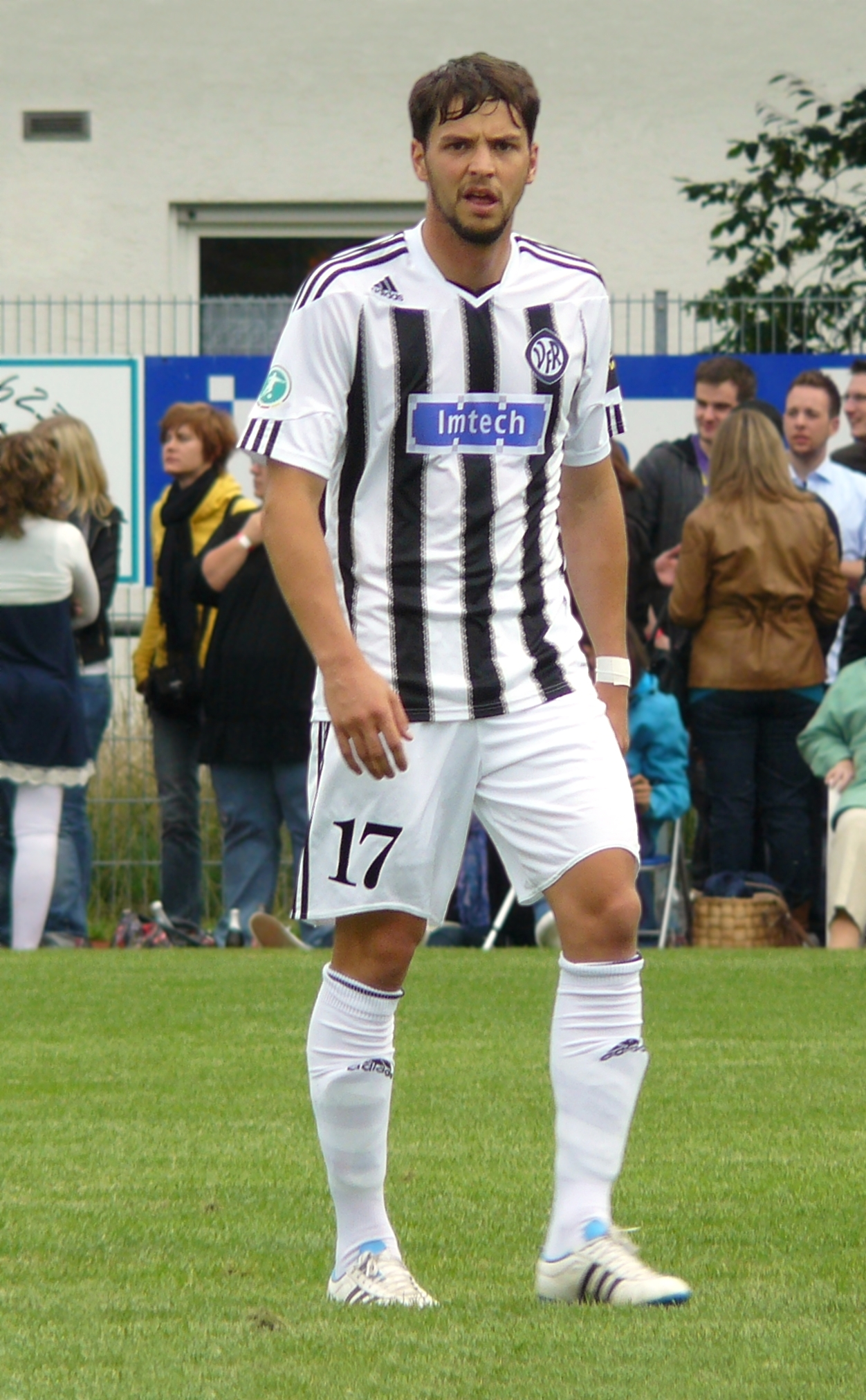
Sascha Traut als Spieler des VfR Aalen (2011)

Traut kam von der SG Siemens Karlsruhe zur Saison 2004/05 zum Karlsruher SC und absolvierte für die KSC-Amateure insgesamt 52 Spiele in der Regionalliga Süd und schoss dabei 13 Tore. Für die Profis des Karlsruher SC absolvierte er 2005/06 ein Spiel in der zweiten Bundesliga.
Im Juni 2007 wechselte er zur TuS Koblenz. Dort erhielt er einen Zweijahresvertrag bis 30. Juni 2009. Dieser wurde am 14. Juli 2008 jedoch wieder aufgelöst, um Sascha Trauts Transfer zu den Stuttgarter Kickers zu ermöglichen. Der Transfer war Teil des Tauschgeschäfts mit Mustafa Parmak, der im Gegenzug von den Kickers nach Koblenz wechselte.
Am 14. Juli unterzeichnete Sascha Traut bei den Stuttgarter Kickers einen Vertrag bis zum 30. Juni 2010, um künftig in der neu gegründeten 3. Liga zu spielen. Nach dem Abstieg der Stuttgarter Kickers in die Regionalliga wechselte er zur Saison 2009/10 zu Wacker Burghausen. Nachdem die Oberbayern nur knapp dem Abstieg entkommen waren, fiel er nach nur einem Jahr dem großen personellen Schnitt zum Opfer und musste sich im dritten Jahr den dritten Verein suchen. Erst Ende August 2010 wechselte er zum Ligakonkurrenten VfR Aalen. Dort brauchte er zwar einige Zeit, um sich zu etablieren, wurde dann aber wie bei den beiden vorherigen Stationen zum Stammspieler im Mittelfeld. Unter dem neuen Trainer Ralph Hasenhüttl wurde Traut ab dem Frühjahr 2011 auf der rechten Abwehrseite eingesetzt, wo er sich so gut bewährte, dass er dort fortan Stammspieler war. Als einer von zwei Spielern des Teams absolvierte er in der folgenden Spielzeit 2011/12 alle 38 Ligaspiele und wurde dabei nur ein einziges Mal vorzeitig ausgewechselt. Die Aalener schlossen die Saison als Tabellenzweiter ab und stiegen damit in die 2. Bundesliga auf. Für Traut war es der erste richtige Aufstieg, nachdem er 2007 beim Bundesligaaufstieg des KSC zwar im Kader gestanden, aber nicht zum Einsatz gekommen war.
Zur Saison 2014/15 wechselte Traut zurück zu seinem Ausbildungsverein, dem KSC. Dort zählte er zu Beginn der Saison auf der Position des Rechtsverteidigers zu den Stammspielern und zeigte durchweg gute Leistungen. Im Heimspiel gegen den 1. FC Heidenheim am 4. Spieltag der Saison zog er sich nach einem Zweikampf mit Marc Schnatterer jedoch einen Kreuzbandriss zu und fiel für den Rest der Saison aus. Seinen Platz als Rechtsverteidiger nahm Enrico Valentini ein, der zu einem der Leistungsträger avancierte. Nach erfolgreicher Reha kehrte Traut zur Vorbereitung auf die Saison 2015/16 zurück ins Mannschaftstraining, zog sich aber eine Innenbandverletzung zu, noch bevor er ein weiteres Spiel absolvieren konnte. Erst am 17. Spieltag der Saison 2015/16 gab Traut in der Partie gegen Arminia Bielefeld sein Comeback, als er nach der gelb-roten Karte für Enrico Valentini für Manuel Torres eingewechselt wurde. Sein zum Saisonende im Sommer 2016 auslaufender Vertrag wurde jedoch nicht verlängert.
Zur Saison 2016/17 wechselte Traut zum Ligakonkurrenten Würzburger Kickers, bei denen er im Laufe der Hinrunde jedoch nur in sechs Spielen zum Einsatz kam. Während der Winterpause lösten Traut und die Kickers den Vertrag daraufhin wieder auf. Traut kehrte in der Folge nach zweieinhalb Jahren wieder nach Aalen zurück und schloss sich erneut dem VfR Aalen an, der in der Zwischenzeit wieder in der Dritten Liga spielte. Nach weiteren zweieinhalb Jahren in Aalen beendete er im Sommer 2019 seine Profikarriere.
Später kehrte Traut wieder in die Karlsruher Region zurück und spielte dort ab 2022 im Amateurbereich noch für den Landesligisten SpVgg Durlach-Aue. Daneben ist er unter anderem im Traditionsteam des Karlsruher SC (KSC Allstars) aktiv und als Jugendtrainer beim VfB 05 Knielingen tätig.

## Erfolge
- Aufstieg in die 1. Fußball-Bundesliga mit dem Karlsruher SC (2007)
- Aufstieg in die 2. Bundesliga mit dem VfR Aalen (2012)